# El Triunfo, Balancán
El Triunfo är en ort i Mexiko.   Den ligger i kommunen Balancán och delstaten Tabasco, i den sydöstra delen av landet, 900 km öster om huvudstaden Mexico City. El Triunfo ligger 51 meter över havet och antalet invånare är 5 965.
Terrängen runt El Triunfo är mycket platt. Runt El Triunfo är det glesbefolkat, med 20 invånare per kvadratkilometer. El Triunfo är det största samhället i trakten. Omgivningarna runt El Triunfo är en mosaik av jordbruksmark och naturlig växtlighet.